# 9140 Deni
9140 Deni è un asteroide della fascia principale. Scoperto nel 1977, presenta un'orbita caratterizzata da un semiasse maggiore pari a 2,3611453 UA e da un'eccentricità di 0,1067983, inclinata di 13,86085° rispetto all'eclittica.